# NGC 1414
NGC 1414 je galaksija u zviježđu Eridan.

## Vanjske poveznice
- SEDS: NGC 1414